# Ariamenes
Ariamenes (según Plutarco) o Ariabignes ("regalo de los arios", griego: Αριαβίγνης según Heródoto) o Artemenes (según Justino - a través del griego; antiguo persa desconocido; elamita Irdapizarna-) era un príncipe persa, hijo mayor del rey Darío I y de una hija del noble Gobrias. Participó en la Segunda invasión persa de Grecia, como uno de los cuatro almirantes de la flota de su hermano Jerjes I, y murió en la Batalla de Salamina en el 480 a. C. Ariabignes era el comandante de las fuerzas carias y jónicas. Según Heródoto, no fue elegido como sucesor de Darío ya que había nacido antes de que su padre se hiciera con el trono; en su lugar fue designado Jerjes, quien además era hijo de Atosa, y por lo tanto nieto de Ciro II el Grande.
Pompeyo Trogo y Plutarco, autores posteriores, cuentan historias similares pero llaman Ariamenes a Artabazanes. Plutarco, además, parece confundir a Artabazanes/Ariamenes con Masistes, otro hijo de Darío.